# The Trooper
〈The Trooper〉는 영국의 헤비 메탈 밴드 아이언 메이든의 곡이다. 1983년 6월 20일 밴드의 네 번째 스튜디오 음반 《Piece of Mind》의 두 번째 싱글로 발매되었다. 이 노래는 미국에서 라디오 방송을 많이 하기 위한 몇 곡의 노래 중 하나였으며, 따라서 미국 메인스트림 록 차트에서 28위로 정점을 찍었다. 이 곡은 또한 영국에서 성공을 거두었고, 영국 싱글 차트에서 12위를 차지했으며, 이 밴드의 이전 싱글인 〈Flight of Icarus〉보다 훨씬 더 좋은 반응을 얻었다.
《Death on the Road》의 라이브 버전이 2005년에 발표되었다.

## 개요
베이시스트이자 창립 멤버인 스티브 해리스가 작곡한 이 곡은 1854년 크림 전쟁 때 일어난 발라클라바 전투에서 경기병여단의 돌격을 기반으로 하며 , 1854년 앨프리드 테니슨의 동명 시에서 영감을 받았다. 올뮤직은 이 곡을 "기타리스트 데이브 머레이와 아드리안 스미스의 가장 기억에 남는 조화로운 리드 리프, 게다가 트레이드마크인 질주 리듬을 자랑하는 역대급 장르 클래식"이라고 평했고 믹 월은 이 곡이 "그 시절 대부분의 아이언 메이든 팬들이 여전히 《Piece of Mind》 음반을 언급할 때 가장 먼저 떠올리는 노래"라고 평한다. 이 곡의 인기에도 불구하고, 미국 라디오에서 상당한 양의 에어플레이를 얻는데 성공한 제쓰로 툴의 〈Cross-Eyed Mary〉의 커버인 싱글의 B-사이드가 이전 싱글 〈Flight of Icarus〉와 함께 밴드의 몇 안 되는 트랙 중 하나가 되었다.
이 싱글의 뮤직 비디오에는 1936년 에롤 플린과 올리비아 드 하빌랜드가 주연한 영화 《경기병대의 돌격》의 기병대 전투 영상이 포함되어 있었는데, BBC는 이 영상이 너무 폭력적이라고 생각하여 편집되지 않은 연주를 거부했다. 이후 이 밴드의 매니저인 로드 스몰우드는 "누구든 우리가 오래된 에롤 플린 영화를 사용하지 않고 직접 말들을 죽였다고 생각할 것이다"라고 말하며 이 결정을 비난했다.
이 밴드의 콘서트의 단골 공연장인 보컬리스트 브루스 디킨슨은 라이브 공연 동안 항상 유니언 잭을 흔들었고, 최근에는 이 노래가 기반이 된 전투 중에 입었을 정통 붉은 코트 유니폼을 입기 시작했다. 2003년 더블린에서 열린 공연에서, 디킨슨의 깃발을 흔드는 것은 아일랜드 관객들로부터 많은 야유를 받았다고 한다.
2005년 샤론 오스본으로부터 비난을 받던 중, 2005년 오즈페스트에서 밴드에 대한 공격을 정당화하면서, 그녀는 아이언 메이든이 미군에 대한 경의와 이라크 주둔 영국군과 함께 싸웠다고 비난했다. 노래의 주제는 당시 중동에서 일어났던 군사 활동과 아무런 관련이 없었다.
2005년 8월 15일, 라이브 음반 《Death on the Road》에서 라이브 버전이 발매되었다.

## 곡 목록
7인치 & 12인치 싱글
| #  | 제목            | 작사·작곡     | 재생 시간 |
| -- | --------------- | ------------- | --------- |
| 1. | 〈The Trooper〉 | 스티브 해리스 | 4:10      |

| #  | 제목                                 | 작사·작곡   | 재생 시간 |
| -- | ------------------------------------ | ----------- | --------- |
| 2. | 〈Cross-Eyed Mary (제쓰로 툴 커버)〉 | 이언 앤더슨 | 3:52      |

## 인증
| 국가                               | 인증 | 판매량/출하량 |
| ---------------------------------- | ---- | ------------- |
| 영국 (BPI)                         | 실버 | 200,000       |
| 판매량+스트리밍을 기반으로 한 인증 |      |               |